# カイロス

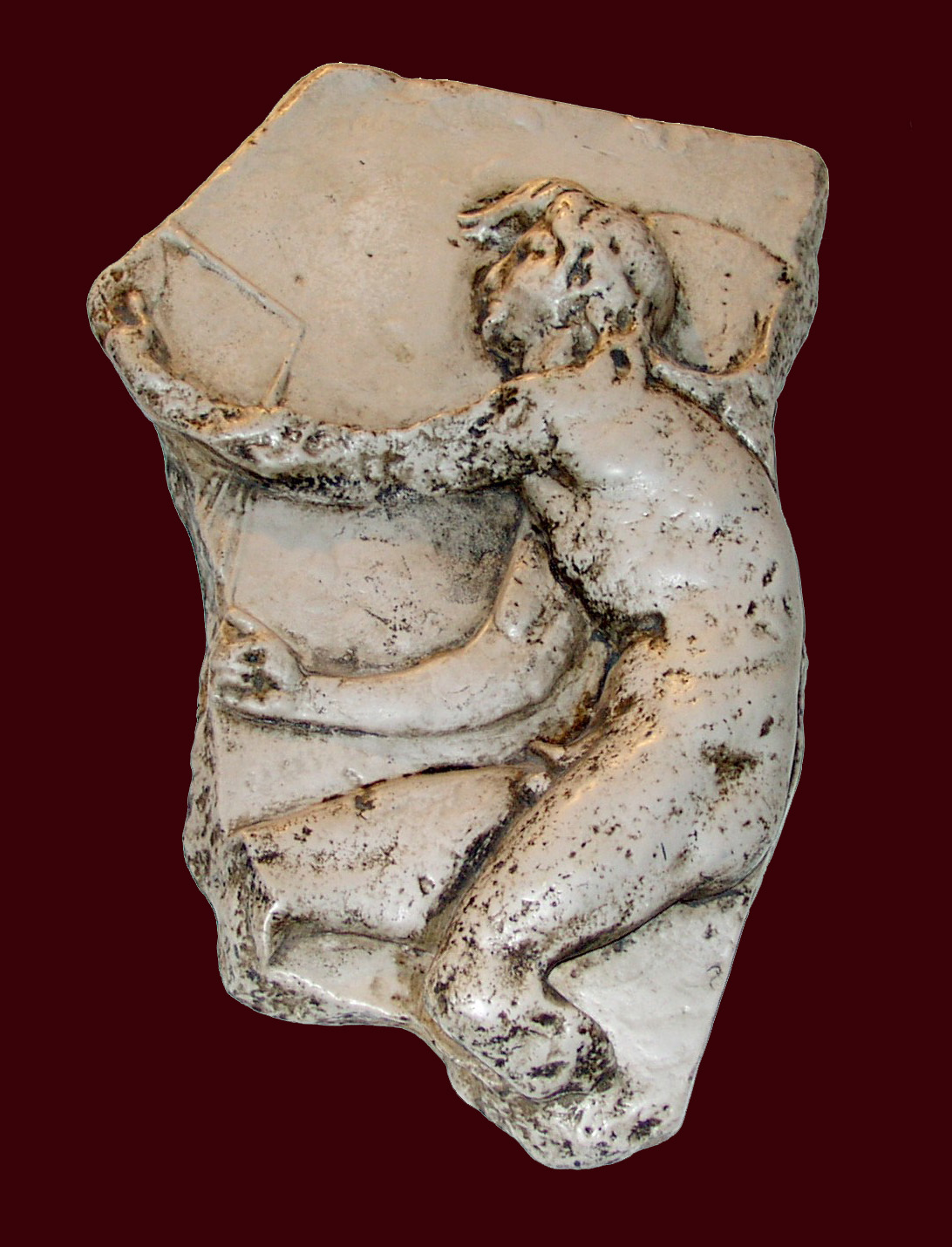
古代ギリシアの彫刻家、リュシッポスのカイロスのレリーフの複製、トロギルで出土

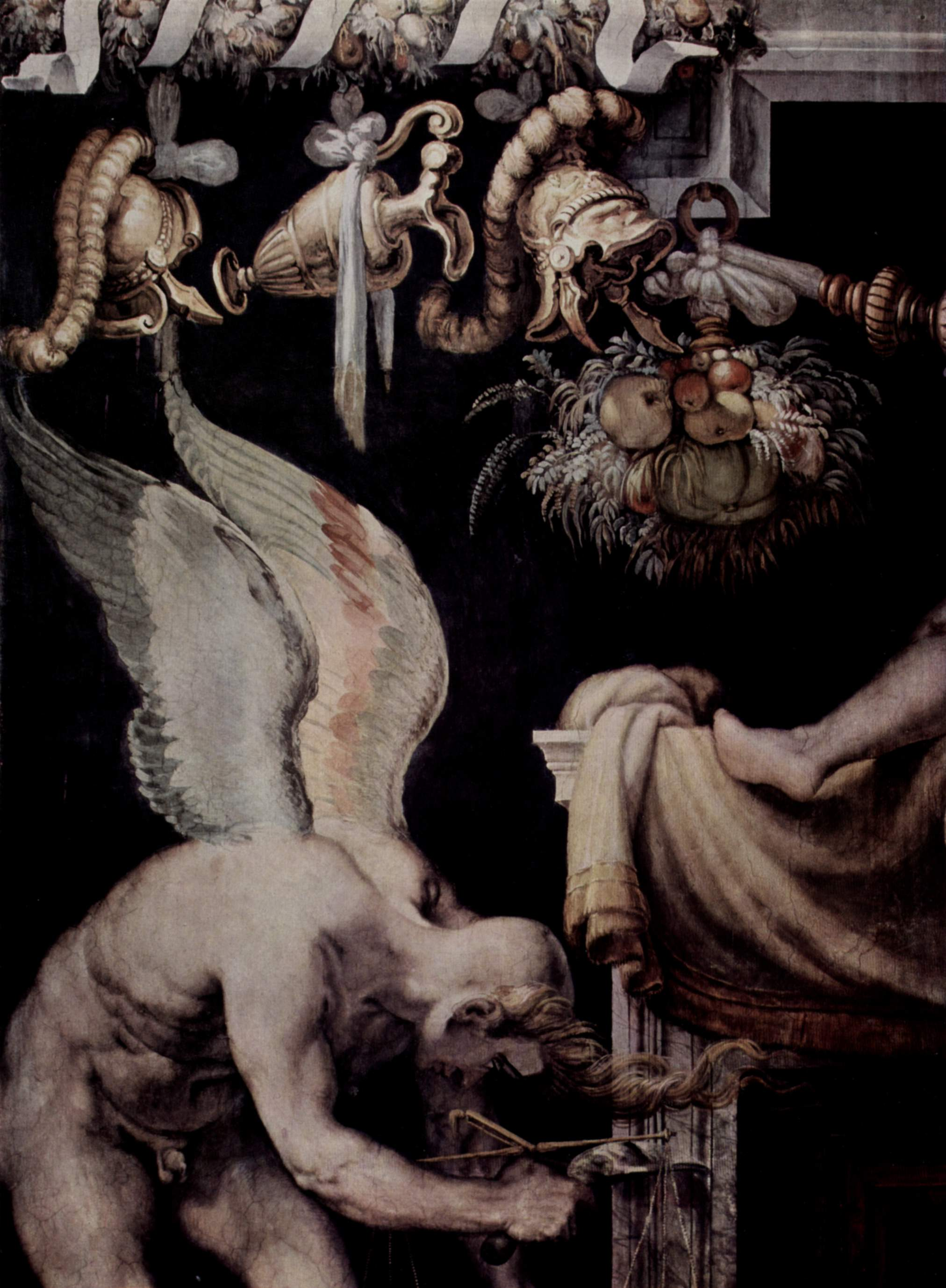
カイロス （フランチェスコ・サルヴィアーティ 画）

カイロス（古希: Καιρός, ラテン文字転写：Kairos, ラテン語形：Caerus）は、ギリシア語で「機会（チャンス）」を意味する καιρός を神格化したギリシア神話の男神である。元は「刻む」という意味の動詞に由来しているという。キオスの悲劇作家イオーンによれば、ゼウスの末子とされている。
カイロスの風貌の特徴として、頭髪が挙げられる。後代での彫像は、前髪は長いが後頭部が禿げた美少年として表されており、「チャンスの神は前髪しかない」とは「好機はすぐに捉えなければ後から捉えることはできない」という意味だが、この諺はこの神に由来するものであると思われる。また、両足には翼が付いているとも言われている。オリュンピアにはカイロスの祭壇があった。
ギリシア語では、「時」を表す言葉として καιρός （カイロス）と χρόνος （クロノス）の2つがある。前者は「時刻」を、後者は「時間」を指している。
また、「クロノス時間」として、過去から未来へ一定速度・一定方向で機械的に流れる連続した時間を表現し、「カイロス時間」として一瞬や人間の主観的な時間を表すこともある。内面的な時間である。